# Blistar
BLiSTAR (blister) est un groupe de rock féminin japonais.

## Historique
- Vers 2004 : F Chopper Koga et Mayu forment le groupe The Pink Panda (Le panda rose)[1].
- Septembre 2003 : Nana-A, Rina rejoignent le groupe.
- 29 avril 2008 : participation au Yaon of Naon (festival rock japonais de groupes féminins).
- Novembre 2008 : Arrêt du groupe The Pink Panda[1].
- 3 mars 2009 : F Chopper Koga quitte le groupe pour Gacharic Spin.
- 18 novembre 2009 : The Pink Panda se reforme sous le nom BLiSTAR[1].
- 1er juin 2011 : mise en pause du fait de la grossesse de Mayu[1].

## Membres
- Chant : Mayu, née Mayuka Suzuki (鈴木繭菓, Suzuki Mayuka?) le 8 juillet 1981 à la préfecture de Shizuoka.
- Guitare : Rina, née Rina Sôji (東海林梨那, Souji Rina?) le 22 novembre 1986 à Kizarazu[2].
- Batterie : Nana-A, née le 11 juillet 1984 à la préfecture de Kanagawa[3].

Anciennement :
- Guitare basse, clavier : F Chopper Koga, née Michiko Koga (古賀美智子, Koga Michiko?) le 22 décembre 1986 à la préfecture d'Aichi.

## Discographie

### Single
- Dogstar
- Notre Graduation (僕たちの卒業)
- Wake Up
- Tokyo lightning (東京稲妻)

### Album
- 2004 : Panda mini album
- 2006 : Pxx and Axx
- 2008 : The Pink Panda 2004-2008
- 2009 : B[4]
- 2011 : BLiSTAR Rockin'Covers (Rock and Sexy)

### DVD
- 2006 : Panda for All, All for Panda